# TIC 168789840
TIC 168789840とは、6個の恒星からなる恒星系である。連星の3つのペアは、共通の重心周りを公転している。3対の恒星を持つ他の恒星系は以前にも発見されていたが、これは回転面がほぼ地球に向いているため、恒星が互いに食を起こしているのを観測できる最初の恒星系であった。

## 発見
TESSは、恒星系が6つの食連星で構成されていることを確認した。発見は2021年1月に発表された。それは地球から約1,900光年 (584 pc)離れており、エリダヌス座ウプシロン2星（テーミン、エリダヌス座のアステリズムの中で最も鋭い曲がり角にあたる星）の西に存在する。地球から観測するためには、望遠鏡での強拡大を必要とする。レッドクランプ巨星であるエリダヌス座ウプシロン2星よりもはるかに暗く、地球から約9倍離れているからである。

## 軌道

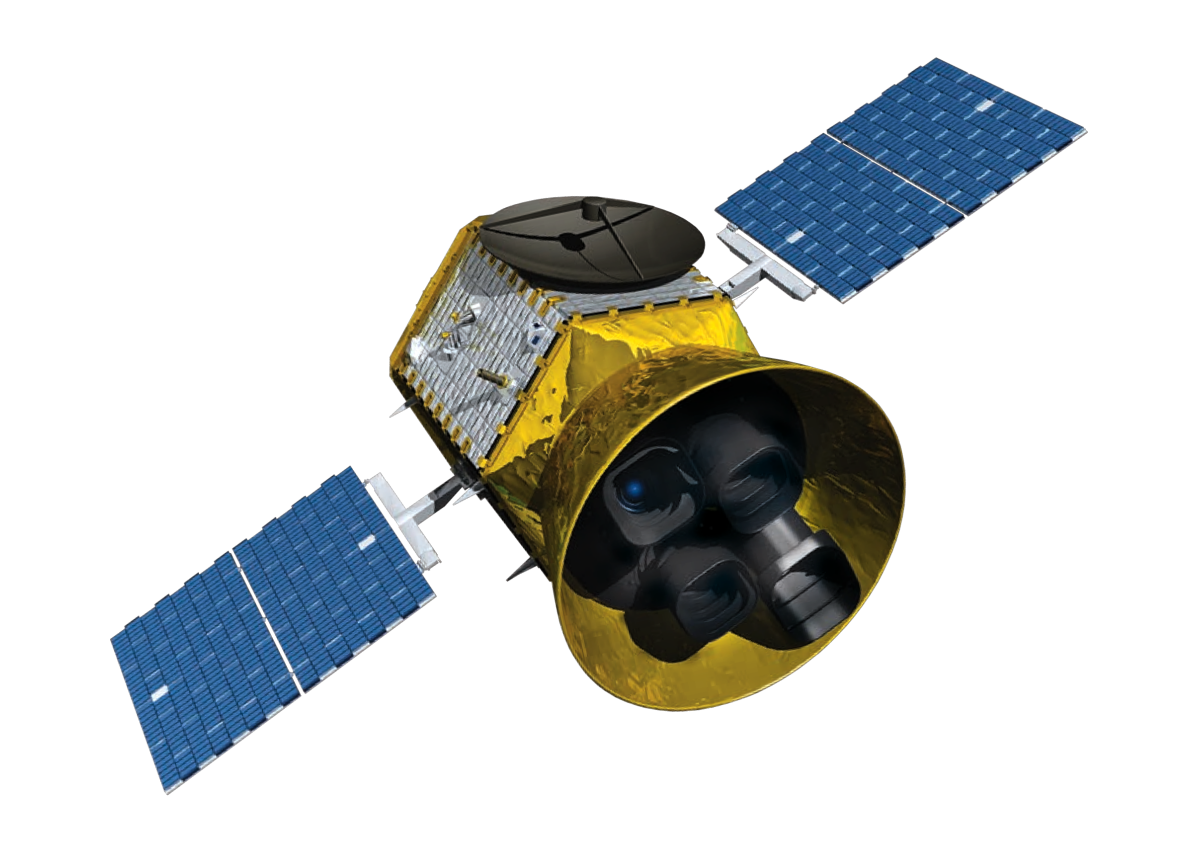
天文学者は、TESSを利用してTIC 168789840が並んでいることを確認し、6つすべての恒星の食を観測した。

2組の連星は比較的密接に軌道を回っているが、3番目の恒星のペアは恒星系の重心全体を周回するのに2000年かかる。内側のAペアとCペアは3.7年で互いに軌道を回っている。これらは、対になったB星から取られたように、約250天文単位離れており、（具体的には、平均分離角は423mas）恒星系として3つの文字（A・B・C）が与えられた（3つのギャップが与えられた）。AペアからCペアまでは4天文単位（~7mas）離れていると計算された。つまり、このギャップは、まだ現在達成されていない精度のスペックル干渉法を使用して将来的に解決できるはずである。
3つの連星（ここでは近いペア）A、B、およびCは連星としてのみ分離され、ペアの質量は6.9太陽質量、21.4太陽質量、6.1太陽質量であり、それぞれ~0.054mas、~0.168mas、~0.047mas離れている。
NASAのゴダード宇宙飛行センターのJeanette Kazmierczakによると:
| AペアとCペアの恒星は、ほぼ1日半ごとに周回しており、2つの連星は約4年ごとに周回している。Bペアの恒星は、約8日ごとに互いに円を描くが、ペアははるかに遠く、およそ2000年ごとに内部の恒星の周囲を回っている。 |

## 特徴
3つの近い連星すべての主星は太陽よりもわずかに温度が高く明るいが、伴星ははるかに温度が低く暗い。2つの密接に結びついたペアは非常に接近しているため、3番目のより遠いペアだけが惑星を持つことができる。主星はすべて主系列星から進化し始めているが、質量が小さく長寿命の伴星はすべて主系列星の段階にあり、核で水素の核融合反応が行われている。